# KSM (zespół muzyczny)
KSM – amerykański zespół pop-rockowy z Los Angeles założony w 2006 roku.
Najnowszy album grupy został wydany jedynie na iTunes.

## Skład
- Shelby Cobra (wokal),
- Katie Cecil (gitara rytmiczna, wokal wspierający),
- Sophia Melon (gitara basowa, wokal wspierający),
- Shae Padilla (gitara prowadząca),
- Kate Cabebe (perkusja).